# Сиромаштво
Сиромаштво је мањак материјалних добара потребних за задовољење најважнијих потреба сваког појединца, породице или веће друштвене групе. Према дефиницији ОУН, сиромашни су сви они чији је начин живота, комфор и достојанство испод стандарда који се сматрају нормалним у друштву у којем живе. Сиромаштво се мери променљивим нормама одређеног друштва и његових делова. По тим критеријумима сиромаштво се дели на беду или апсолутно сиромаштво, релативно сиромаштво, пауперизам и ново сиромаштво.
Апсолутно сиромаштво, екстремно сиромаштво, или деституција односи се на потпун недостатак средстава неопходних за задовољавање основних личних потреба као што су храна, одећа и склониште. Праг којим се дефинише апсолутно сиромаштво се сматра приближно истим, независно од трајне локације или ере особе. С друге стране, релативно сиромаштво се јавља кад особа која живи у датој земљи не ужива одређени минимални ниво „животног стандарда” у поређењу са остатком становништва те земље. Стога, праг којим се дефинише релативно сиромаштво се дефинише варира од једне земље до друге, или од једног друштва до другог.
Сиромаштво може бити и нематеријално (духовно) и дефинише се као мањак нематеријалних добара благотворних за човека. Духовно сиромаштво може бити генетски условљено (интелигенција, урођена физичка конституција, таленти..), као и последица деловања социјалне средине (писменост, говор, култура, морал, амбиције, образовање, информисаност...). Духовно сиромаштво не мора бити у корелацији са материјалним, па тако духовно сиромашни људи могу бити доброг материјалног статуса и обратно.
Материјална оскудица, која с времена на време погађа већину особа или друштвених група, није сиромаштво, али само уколико је у оквирима који не угрожавају опстанак и/или квалитет живота појединца или друштвене групе. С друге стране, било каква оскудица која угрожава психофизички интегритет појединца или друштвене групе, сматра се сиромаштвом и, изузев случајева добровољног одрицања (као подвижништво монаха или својевољно одрицање од непотребног и сувишног), сматра се проблемом појединца, породице и државе.
Духовно сиромаштво може угрозити опстанак на сличан начин као и материјално, поготово у оним заједницама које немају увид у духовне капацитете и потребе својих чланова или, због материјалног сиромаштва, нису у стању да им обезбеде духовну надградњу. Због тога су многе такве заједнице пропадала и нестајале, без обзира на њихову првобитну материјалну моћ.
Редукција сиромаштва је још увек главно питање (или објектив) многих међународних организација као што су Уједињене нације и Светска банка.

## Глобална преваленција
Светска банка је предвидела 2015. године да 702,1 милиона људи живи у екстремном сиромаштву, што је смањење у односу на 1,75 милијарди из 1990. године. Од сиромашне популације из 2015. године, око 347,1 милиона људи (35,2%) је живело у подсахарској Африци и 231,3 милиона (13,5%) у јужној Азији. Према подацима Светске банке, између 1990 и 2015, проценат светске популације која живи у екстремном сиромаштву је опао са 37,1% на 9,6%, падајући испод 10% по први пут.
Године 2012. је процењено користећи праг сиромаштва од 1,25 америчких долара на дан да 1,2 милијарде људи живи у сиромаштву. Имајући у виду тренутни економски модел, базиран на БДП, требало би 100 година да се најсиромашнији на свету преведу преко прага сиромаштва од 1,25 долара дневно.
Екстремно сиромаштво је глобални проблем, који је приметан у свим деловима света, укључујући развијене економије. Уницеф процењује да половина деце у свету (или 1,1 милијарди) живи у сиромаштву. Неки академици тврде да неолибералне политике које промовишу глобалне финансијске институције као што су ММФ и Светска банка заправо погоршавају неједнакост и сиромаштво.
Према једној другој процени реална скала сиромаштва је много већа од процене Светске банке. По тој процени 4,3 милијарди људи (59% светске популације) живи са мање од 5 долара дневно и не може адекватно да задовољи основне потребе.

## Изражавање сиромаштва
| ≥ 0,900 0,850 - 0,899 0,800 - 0,849 0,750 - 0,799 | 0,700 - 0,749 0,650 - 0,699 0,600 - 0,649 0,550 - 0,599 | 0,500 - 0,549 0,450 - 0,499 ≤ 0,399 Нема података |

### Дефиниције
Сиромаштво је оскудица или недостатак одређене количине материјалне имовине или новца.
Уједињене нације: Фундаментално, сиромаштво је немогућност избора и могућности, повреда људског достојанства. То значи недостатак основних капацитета за ефикасно учествовање у друштву. Оно представља одсуство довољних средстава да се храни и облачи породица, недоступност школе и медицинске заштите, непоседовање земљишта на којем би се могла узгајати храна или посла који би пружао зараду за одржавање живота, као и одсуство приступа кредитирању. Сиромаштво представља несигурност, немоћ и искључивање појединаца, домаћинстава и заједница. Оно представља подложност насиљу, и често подразумева живот у маргиналним или неодрживим срединама, без приступа чистој води или санитацији.
Светска банка: Сиромаштво је изражена депривација од добростања, и обухвата многе димензије. Она обухвата ниске приходе и немогућност стицања основних добара и услуга неопходних за достојанствен опстанак. Сиромаштво такође обухвата ниске нивое здравља и образовања, слаб приступ чистој води и санитаријама, неадекватну физичку безбедност, недостатак гласа и недовољан капацитет и могућност за бољи живот.
Сиромаштво се обично изражава било апсолутно или релативно (што је заправо индекс неједнакости прихода).
У Уједињеном Краљевству, друга Камеронова влада је била под ударом због њиховог редефинисања сиромаштва; сиромаштво није више класификовано по породичном приходу, већ по томе да ли породица има запослене чланове или не. Имајући у виду да две трећине људи који су нашли посао су прихватили примања која су испод минималне дневне зараде (према подацима Џозеф Роунтри фондације) ову одлуку владе су критиковали они који се боре против сиромаштва као нереално гледиште на сиромаштво у Уједињеном Краљевству.

### Апсолутно сиромаштво
Апсолутно сиромаштво се односи на дати стандард који је конзистентан током времена и међу земљама. Мера која је први пут уведена 1990. године, долар на дан као праг сиромаштва мерио је апсолутно сиромаштво по стандардима најсиромашнијих земаља света. Светска банка је дефинисала нови међународни праг сиромаштва као 1,25 америчких долара на дан 2008. године (што је еквивалентно са 1,00 америчких долара дневно из 1996. године према ценама у САД). Октобра 2015, они су ажурирали тај параметар на 1,90 америчких долара дневно.
Апсолутно сиромаштво, екстремно сиромаштво, или сиромаштво беде је „стање обележено тешким лишавањем од основних људских потреба, укључујући храну, безбедну питку воду, санитарне објекте, здравље, станиште, образовање и информације. Оно зависи не само од прихода него и од приступа услугама.” Кад се термин 'апсолутно сиромаштво' користи у овом смислу, он је обично синониман са 'екстремним сиромаштвом': Роберт Макнамара, бивши председник Светске банке, је описао апсолутно или екстремно сиромаштво као, „услове толико ограничене неухрањеношћу, неписменошћу, болестима, бедним окружењем, високом смртношћу одојчади, и кратким животним веком, тако да су испод сваке разумне дефиниције људске пристојности.” Аустралија је једна од најбогатијих земаља на свету. У свом чланку објављеном у Australian Policy Online, Роберт Тантон запажа да „... иако је овај износ прикладан за земље трећег света, у Аустралији, износ који је потребан за задовољавање ових основних потреба природно ће бити много већи, јер су цене ових основних неопходности веће”. Стога, пошто количина богатства која је потребна за преживљавање није једнака у свим местима и временским раздобљима, посебно у високо развијеним земљама у којима мали број људи пада испод прага сиромаштва Светске банке, земље често развијају своје националне прагове сиромаштва.
Праг апсолутног сиромаштва је био одређен у Аустралији ради Хендерсоновог испитивања сиромаштва које је спроведено 1973. године. Он је био 62,70 америчких долара недељно, што је био расположиви доходак неопходан за подмиривање основних потреба породице са две одрасле особе и двоје малолетне деце у то време. Овај праг сиромаштва је регуларно ажурирао Мелбурншки институт према повећањима просечних прихода; за појединачну запослену особу је био 391,85 америчких долара недељно (укључујући трошкове становања) у марту 2009. У Аустралији  сиромаштво је било једнако са „расположивим приходом од мање од 358 долара недељно по одраслој особи (више за већа домаћинства да би се узели у обзир њихови већи трошкови)”. Године 2015. Аустралија је имплементирала такозвану Меру појединачне депривације, којом се адресирају полни диспаритети у сиромаштву.
Током неколико година почевши од 1990, Светска банка је имала фиксиран праг апсолутног сиромаштва на 1 америчких долара дневно. Та вредност је ажурирана 1993. године, и до 2005. године апсолутно сиромаштво је имало праг од 1,08 америчких долара дневно за све земље на бази паритета куповне моћи, након прилагођавања инфлацији америчког долара 1993. године. Године 2005, након екстензивних студија животних трошкова широм света, Светска банка је повећала праг глобалног сиромаштва тако да одражава уочене повећане трошкове живота. Године 2015, Група светске банке је дефинисала екстремно сиромаштво као одржавање живота на мање од 1,90 америчких долара (ППП) дневно, и умерено сиромаштво као мање од 2 америчких долара или 5 америчких долара дневно (мада треба имати у виду да особа или породица са приступом супсистенционим ресурсима, нпр., супсистентни пољопривредници, могу да имају низак готовински приход, а да немају кореспондирајући низак стандард живота – они не живе од њиховог готовинског прихода, него га користе као додатак). Процењено је да је „ 2001. године 1,1 милијарда људи имала ниво потрошње испод 1 америчких долара дневно, а 2,7 милијарди је живело са мање од 2 америчких долара дневно.” „Долар дневно”, код нација које не користе амерички долар као валуту се не преноси на одржавање живота на еквивалентној суми локалне валуте према девизном курсу. Уместо тога, праг сиромаштва се одређује према стопи паритета куповне моћи, који узима у обзир суму у локалној валути неопходну за куповину истих ствари које би се могле купити за долар у Сједињеним Државама. То обично одговара мањој суми у локалној валути од оне базиране на девизном курсу у сиромашнијим земљама, пошто је САД релативно скупља земља.
Праг сиромаштва од 1,90 америчких долара дневно, који је поставила Светска банка, је контроверзан. Свака нација има свој сопствени праг за апсолутно сиромаштво; у Сједињеним Државама, на пример, праг апсолутног сиромаштва је био 15,15 америчких долара дневно 2010. године (УС$22.000 годишње за четворочлану фамилију), док је у Индији био 1,0 америчких долара дневно, а у Кини је праг апсолутног сиромаштва био 0,55 америчких долара дневно. Ови различити прагови сиромаштва отежавају упоређивање званичних података међу земљама. Неки научници тврде да метод Светске банке поставља праг сувише високо, док други сматрају да је превише низак. Има и оних који сугеришу да праг сиромаштва производи погрешну представу, јер једнолично рангира све оне који су испод линије, док је у стварности особа која живи на 1,20 америчких долара дневно у различитом стању сиромаштва од особе која живи на 0,20 америчких долара дневно. Другим речима, дубина и интензитет сиромаштва варирају широм света и у било којој регионалној популацији, те су стога праг сиромаштва од 1,25 америчких долара дневно и бројеви становника неадекватне мере.
Удео светске популације која живи у апсолутном сиромаштву је пао са 43% из 1981. године на 14% у 2011. године. Апсолутни број људи у сиромаштву је пао са 1,95 милијарди у 1981. године на 1,01 милијарди у 2011. години. Економиста Макс Росер процењује да је стога број људи у сиромаштву отприлике исти као и пре 200 година. То је случај пошто је светска популација била нешто мало већа од 1 милијарде 1820. године и већина (84% до 94%) светске популације је живело у сиромаштву. Пропорција становништва у земљама у развоју која живи у екстремном економском сиромаштву је пала са 28 процената 1990. године на 21 перценат 2001. године. Највећи део овог побољшања се догодио у источној и јужној Азији. За источну Азију је Светска банка известила да се „процењује да је стопа сиромаштва на нивоу од 2 долара дневно пала на око 27% [у 2007], са 29,5% у 2006. и 69% у 1990. години.” У подсахарској Африци екстремно сиромаштво се повећало са 41 процента у 1981. на 46 процента у 2001. године, што је у комбинацији са растом популације довело до повећаног броја људи који живе у екстремном сиромаштву са 231 милиона на 318 милиона.
У раним 1990-тим неке од транзиционих економија централне и источне Европе и централне Азије су доживеле оштар пад прихода. Распад Совјетског Савеза је резултирао у великом опадању бруто домаћег производа по становнику, од око 30 до 35% између 1990 и 1998 (кад је био на свом минимуму). Као резултат тога, стопе сиромаштва су такође порасле. У наредним годинама, како су се приходи по становнику повећавали, тако су се стопа сиромаштва смањиле са 31,4% популације на 19,6%.
Подаци Светске банке показују да је проценат становништва које живи у домаћинствима са потрошњом или приходом по особи испод прага сиромаштва опао у свим регионима света од 1990. године:
| Регион                        | $1 на дан | $1 на дан | $1 на дан |      | $1,25 на дан | $1,25 на дан |
| Регион                        | 1990      | 2002      | 2004      | 1981 | 2008         |              |
| ----------------------------- | --------- | --------- | --------- | ---- | ------------ | ------------ |
| Источна Азија и Пацифик       | 15.40%    | 12.33%    | 9.07%     |      | 77.2%        | 14.3%        |
| Европа и централна Азија      | 3.60%     | 1.28%     | 0.95%     |      | 1.9%         | 0.5%         |
| Латинска Америка и Кариби     | 9.62%     | 9.08%     | 8.64%     |      | 11.9%        | 6.5%         |
| Средњи исток и северна Африка | 2.08%     | 1.69%     | 1.47%     |      | 9.6%         | 2.7%         |
| Јужна Азија                   | 35.04%    | 33.44%    | 30.84%    |      | 61.1%        | 36%          |
| Подсахарска Африка            | 46.07%    | 42.63%    | 41.09%    |      | 51.5%        | 47.5%        |
| Свет                          |           |           |           |      | 52.2%        | 22.4%        |